# Maison de la Fortune
La « Maison de la Fortune » (néerlandais: De Fortuine) ou Maison de la Corporation des tanneurs est une des sept maisons de « style baroque classicisant » qui constituent ensemble la « Maison des Ducs de Brabant » située sur le côté est de la Grand-Place de Bruxelles en Belgique.
Située entre la « Maison de l'Ermitage » et la « Maison du Moulin à vent », elle occupe le no 15 de la Grand-Place.

## Historique
« La Fortune » appartenait à la ville avant le bombardement de Bruxelles par les troupes françaises de Louis XIV commandées par le maréchal de Villeroy en août 1695.
En 1696, après le bombardement, la Ville de Bruxelles vend les ruines des quatre maisons qui lui appartenaient : « L'Ermitage », le « Meynaert » (qui avait pris depuis le nom de « L'Écrevisse » et ensuite celui de « La Fortune »), « Le Moulin à vent » et « La Bourse »,. Cela lui permet de financer la reconstruction de l'hôtel de ville.
La « Maison de la Fortune » était occupée par la corporation des tanneurs.
La façade monumentale de la « Maison des Ducs de Brabant », dans laquelle la maison est intégrée, est dessinée vers 1697-1698 par Guillaume de Bruyn, architecte de la ville de Bruxelles, après la destruction des maisons de la Grand-Place lors du bombardement de Bruxelles par les troupes françaises commandées par le maréchal de Villeroy en août 1695.
En 1770, le couronnement de la façade de la « Maison des Ducs de Brabant » est profondément modifié par Laurent-Benoît Dewez,, le grand nom de l'architecture néo-classique en Belgique.
L'ensemble est restauré par l'architecte de la ville de Bruxelles Victor Jamaer entre 1881 et 1890 et à nouveau en 1990.
Pour l'historique complet, le lecteur pourra se référer à l'article détaillé consacré à la Maison des Ducs de Brabant :

## Classement
Les façades et les toitures de toutes les maisons qui bordent la Grand-Place font l'objet d'un classement au titre des monuments historiques en tant qu'ensemble depuis le 19 avril 1977 sous la référence globale 2043-0065/0.
Le classement a été étendu à d'autres parties du bâtiment le 7 novembre 2002, sous la référence 2043-0065/015.

## Architecture
La « Maison de la Fortune », édifiée en pierre de taille, présente une façade de trois travées et de trois niveaux plus un entresol.
La porte baroque est surmontée d'une corbeille de fruits dorés et d'une enseigne représentant la Fortune et deux de ses attributs principaux : la roue et la corne d'abondance. Œuvre de Laumans, ce « personnage, ayant un bandeau sur les yeux, vide une corne d'abondance, d'où s'échappent des pièces d'or ».

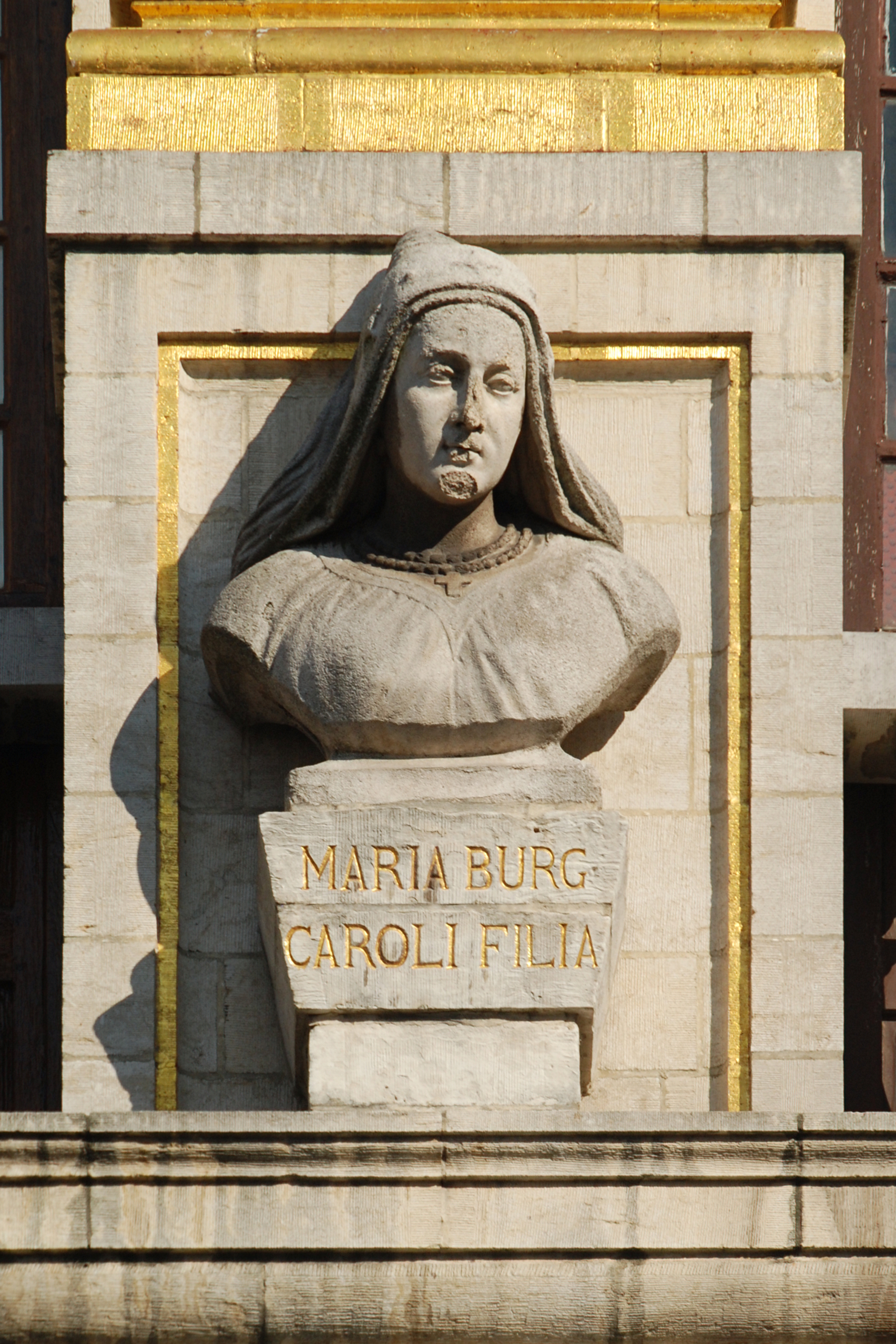
Buste de Marie de Bourgogne.
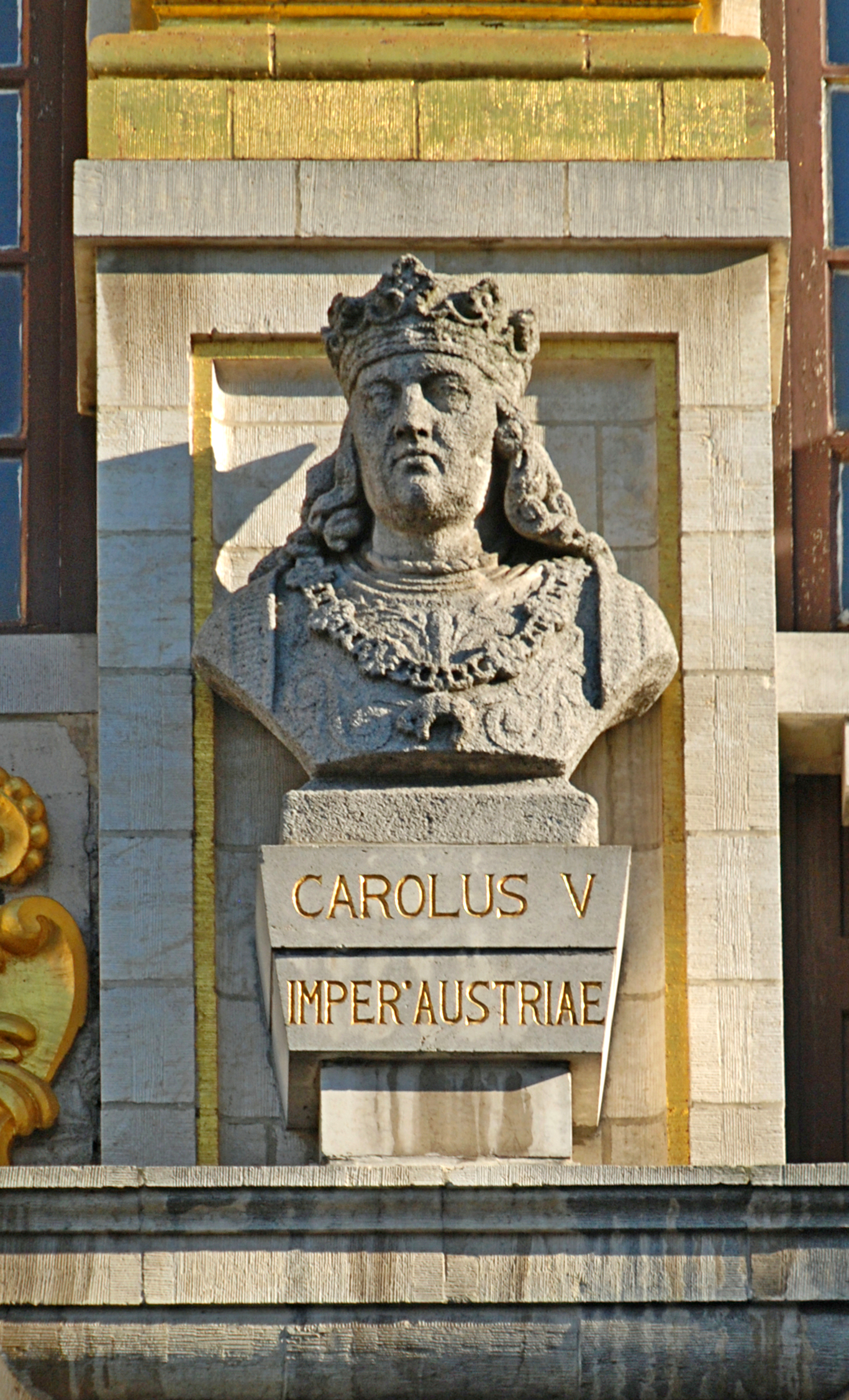
Buste de Charles Quint.
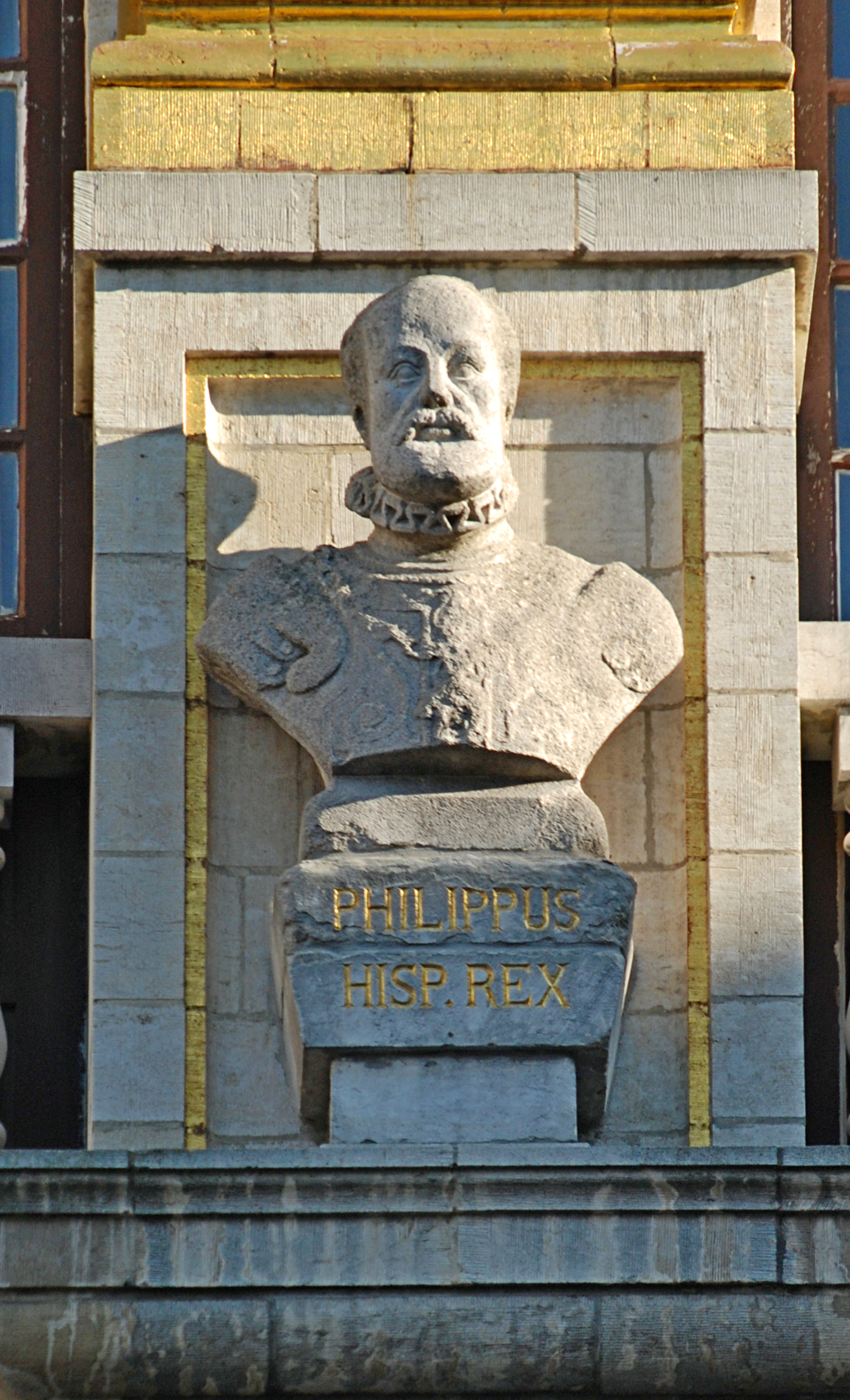
Buste de Philippe, roi d'Espagne.